# 公子壮
公子壮（？—前305年），嬴姓，是秦惠文王的庶子，秦昭襄王的兄长。秦国宗室，担任庶长。
前307年，秦武王去世，其弟公子稷繼位为秦昭襄王。公子壮不服，前305年，联合大臣、诸公子作乱，被宣太后和魏冉平定，惠文后、公子雍、公子壯等人都被處死。公子壯又称季君（《史记·六国年表》作桑君），公子壯（庶长壯）之乱，又称季君之乱。